# AFC South
AFC South è la division meridionale della American Football Conference, nata nel 2002 a seguito della riorganizzazione della National Football League.
Dalla sua fondazione ne fanno parte: gli Houston Texans, gli Indianapolis Colts, i Jacksonville Jaguars, ed i Tennessee Titans.

## Storia
La divisione venne formata nel 2002 con la riforma della NFL, facendovi confluire due squadre precedentemente appartenenti alla AFC Central (i Jaguars ed i Titans), una proveniente dalla AFC East (i Colts) ed una di nuova fondazione (i Texans).

## Albo d'oro della AFC South
| Stagione | Squadra              | Record | Risultato nei play-off                |
| -------- | -------------------- | ------ | ------------------------------------- |
| 2002     | Tennessee Titans     | 11-5-0 | sconfitta nell'AFC Championship Game  |
| 2003     | Indianapolis Colts   | 12-4-0 | sconfitta nell'AFC Championship Game  |
| 2004     | Indianapolis Colts   | 12-4-0 | sconfitta nell'AFC Divisional Playoff |
| 2005     | Indianapolis Colts   | 14-2-0 | sconfitta nell'AFC Divisional Playoff |
| 2006     | Indianapolis Colts   | 12-4-0 | vittoria nel Super Bowl XLI           |
| 2007     | Indianapolis Colts   | 13-3-0 | sconfitta nell'AFC Divisional Playoff |
| 2008     | Tennessee Titans     | 13-3-0 | sconfitta nell'AFC Divisional Playoff |
| 2009     | Indianapolis Colts   | 14-2-0 | sconfitta nel Super Bowl XLIV         |
| 2010     | Indianapolis Colts   | 10-6-0 | sconfitta nell'AFC Wild Card Game     |
| 2011     | Houston Texans       | 10-6-0 | sconfitta nell'AFC Divisional Playoff |
| 2012     | Houston Texans       | 12-4-0 | sconfitta nell'AFC Divisional Playoff |
| 2013     | Indianapolis Colts   | 11-5-0 | sconfitta nell'AFC Divisional Playoff |
| 2014     | Indianapolis Colts   | 11-5-0 | sconfitta nell'AFC Championship Game  |
| 2015     | Houston Texans       | 9-7-0  | sconfitta nell'AFC Wild Card Game     |
| 2016     | Houston Texans       | 9-7-0  | sconfitta nell'AFC Divisional Playoff |
| 2017     | Jacksonville Jaguars | 10-6-0 | sconfitta nell'AFC Championship Game  |
| 2018     | Houston Texans       | 11-5-0 | sconfitta nell'AFC Wild Card Game     |
| 2019     | Houston Texans       | 10–6–0 | sconfitta nell'AFC Divisional Playoff |
| 2020     | Tennessee Titans     | 11–5–0 | sconfitta nel Wild Card Game AFC      |
| 2021     | Tennessee Titans     | 12–5–0 | sconfitta nell'AFC Divisional Playoff |
| 2022     | Jacksonville Jaguars | 9–8–0  | sconfitta nell'AFC Divisional Playoff |
| 2023     | Houston Texans       | 10–7–0 | sconfitta nell'AFC Divisional Playoff |
| 2024     | Houston Texans       | 10–7–0 | sconfitta nell'AFC Divisional Playoff |

## Squadre qualificate conWild Card
| Stagione | Squadra              | Record | Risultato nei play-off                 |
| -------- | -------------------- | ------ | -------------------------------------- |
| 2002     | Indianapolis Colts   | 10-6-0 | sconfitta nell'AFC Wild Card Game      |
| 2003     | Tennessee Titans     | 12-4-0 | sconfitta nell'AFC Divisional Playoff  |
| 2004     | nessuna              |        |                                        |
| 2005     | Jacksonville Jaguars | 12-4-0 | sconfitta nell'AFC Wild Card Game      |
| 2006     | nessuna              |        |                                        |
| 2007     | Jacksonville Jaguars | 11-5-0 | sconfitta nell'AFC Divisional Playoff  |
| 2007     | Tennessee Titans     | 10-6-0 | sconfitta nell'AFC Wild Card Game      |
| 2008     | Indianapolis Colts   | 12-4-0 | sconfitta nell'AFC Wild Card Game      |
| 2009     | nessuna              |        |                                        |
| 2010     | nessuna              |        |                                        |
| 2011     | nessuna              |        |                                        |
| 2012     | Indianapolis Colts   | 11-5-0 | sconfitta nell'AFC Wild Card Game      |
| 2013     | nessuna              |        |                                        |
| 2014     | nessuna              |        |                                        |
| 2015     | nessuna              |        |                                        |
| 2016     | nessuna              |        |                                        |
| 2017     | Tennessee Titans     | 9-7-0  | sconfitta nell'AFC Divisional Play-off |
| 2018     | Indianapolis Colts   | 10–6–0 | sconfitta nell'AFC Divisional Play-off |
| 2019     | Tennessee Titans     | 9–7–0  | sconfitta nell'AFC Championship Game   |
| 2020     | Indianapolis Colts   | 11–5–0 | sconfitta nel Wild Card Game AFC       |
| 2021     | nessuna              |        |                                        |
| 2022     | nessuna              |        |                                        |
| 2023     | nessuna              |        |                                        |
| 2024     | nessuna              |        |                                        |

## Partecipazioni totali ai play-off
| Squadra              | Vittorie nella division | Qualificazioni ai play-off | Partecipazioni/vittorie al Super Bowl |
| -------------------- | ----------------------- | -------------------------- | ------------------------------------- |
| Indianapolis Colts   | 9                       | 14                         | 2/1                                   |
| Houston Texans       | 8                       | 8                          | 0/0                                   |
| Tennessee Titans     | 4                       | 8                          | 1/0                                   |
| Jacksonville Jaguars | 2                       | 4                          | 0/0                                   |